# 人猿泰山
《人猿泰山》（英語：Tarzan of the Apes）美國作家愛德加·萊斯·巴勒斯（Edgar Rice Burroughs）所創作的系列小說，也是《泰山系列》第一部小說。初次付梓是在1912年的10月，於通俗雜誌《All-Story Magazine》上刊行，兩年後的1914年發行書籍形式的初版。

## 中文翻译版
《人猿泰山丛书》1-8  章铎省译  百新书店  民国三十七年